# Biesiadki (Romanów)
Biesiadki – część wsi Romanów w Polsce, położona w województwie lubelskim, w powiecie lubelskim, w gminie Bychawa.
W latach 1975–1998 Biesiadki administracyjnie należały do byłego województwa lubelskiego.
Wierni Kościoła rzymskokatolickiego należą do parafii św. Jana Chrzciciela i św. Franciszka z Asyżu w Bychawie.